# Кентум езици
Кентум езиците са индоевропейски езици, при които небно-заднонебните съгласни /*ḱ/, /*ǵ/, /*ǵʰ/ от индоевропейския праезик се сливат със заднонебните /*k/, /*g/, /*gʰ/. Повечето кентум езици са запазили праиндоевропейските устнено-заднонебни съгласни /*kʷ/, /*gʷ/, /*gʷʰ/ или ги развиват в други съгласни, различни от веларните. Например в латинския има разлика между c /k/ и qu /kʷ/, които произлизат съответно от /*k/, /*kʷ/, в гръцкия κ /k/ и π /p/ (или τ /t/ пред предни гласни), в готския /h/ и /hʷ/.
Доказателство за съществуването на лабиализираната заднонебна съгласна /kʷ/ вместо дифтонг /kW/ се намира в гръцки (Микенско линеарно писмо – Б), латински /qu/, в германските (готски hwair ƕ и qairþra q) и келтските езици (ceirt Q). Възможно е обаче тези лабиовелари да са се образували вторично в тези езици. В анатолийските езици не може да се открият тези звукове, понеже най-вече поради клинописната им система е невъзможно да се засвидетелстват такива съгласни. В надписите на хетски език не се използва клинописният знак за /q-/, наследен от акадски, а се използва съчетанието /ku/. Не е ясно дали това означава един звук или дифтонг.
В тохарските езици се наблюдава сливане на /*kʷ/, /*k/ и /*ḱ/ и макар че не е известно кога е настъпило то, тези езици се смятат за кентум езици.